# (100557) 1997 GW3
(100557) 1997 GW3 es un asteroide perteneciente al cinturón de asteroides, descubierto el 3 de abril de 1997 por Kin Endate y el también astrónomo Kazuro Watanabe desde el Observatorio de Kitami, Hokkaidō, Japón.

## Designación y nombre
Designado provisionalmente como 1997 GW3.

## Características orbitales
1997 GW3 está situado a una distancia media del Sol de 2,371 ua, pudiendo alejarse hasta 2,878 ua y acercarse hasta 1,864 ua. Su excentricidad es 0,213 y la inclinación orbital 3,277 grados. Emplea 1334,15 días en completar una órbita alrededor del Sol.

## Características físicas
La magnitud absoluta de 1997 GW3 es 16.